# Jean Paul Civeyrac
Jean Paul Civeyrac est un scénariste et réalisateur français de cinéma né le 24 décembre 1964 à Firminy (Loire).

## Biographie
Jean Paul Civeyrac naît en 1964 à Firminy, près de Saint-Étienne, dans le département de la Loire, d'un père ouvrier et d'une mère femme au foyer.

### Formation et carrière de cinéaste
Issu de la promotion 1991 de La Fémis, il en dirige, de 2000 à 2010, le département Réalisation.
En 2003, Toutes ces belles promesses est lauréat du prix Jean-Vigo.
En 2005, À travers la forêt est sélectionné pour la compétition officielle du festival Paris Cinéma. Il figure également dans la programmation du festival international du film de Toronto.
En 2010, Des filles en noir est présenté à la Quinzaine des réalisateurs.
Jean Paul Civeyrac fait partie avec Yves Caumon et Philippe Ramos d'une nouvelle génération du cinéma d'auteur en France, qui révèle de nouveaux comédiens.
En 2018, une rétrospective de ses films est présentée à la Cinémathèque française

#### Musicalité des films
Lors de ses études en philosophie à la faculté de l'université Jean-Moulin-Lyon-III, Jean Paul Civeyrac rédige un mémoire de master ayant pour thème le film d'opéra. Cela montre une certaine intention du réalisateur dans ses choix futurs des musiques de ses films pour un mariage en osmose avec les images lors du montage. Il écrit sur la musique et le cinéma dans la revue Transfuge.
Il a notamment utilisé pour la musique de ses films :
- François Couperin pour Les Solitaires, un film qualifié « de chambre »[8]
- Max Reger pour Le Doux Amour des hommes, un film concerto[8]
- Felix Mendelssohn et John Cage pour Toutes ces belles promesses et À travers la forêt
- Concerto pour clarinette d'Aaron Copland[10], It Never Entered My Mind de Stan Getz[10], symphonie no 1 : Portrait d’un monarque de Moondog[10] et concerto pour Stan Getz : Elegy de Richard Rodney Bennett[10] pour Mon amie Victoria[11],[12],[13]

#### Carte blancheBlow Upsur Arte
Pour l'émission Blow Up de la plate-forme numérique d'Arte, il rend hommage au cinéma :
- 2011 : Une heure avec Alice[14] : un étudiant (Grégoire Leprince-Ringuet) est détourné du chemin de la faculté par Alice incarnée par Adèle Haenel pour discuter du film Les Amours d'une blonde de Miloš Forman. Ils ne sont pas d'accord sur le film. Ils se séparent. Devant le cinéma, Alice constate que le film n'est pas projeté ce jour-là. Ils se retrouvent par hasard dans la rue et, cette fois-ci, vont bien finalement trouver quelques sujets de discussion sur lesquels ils seront sur la même longueur d'onde[15].
- 2012 : Françoise au printemps[16] est un hommage au couple de Rainer et Amin dans L'Allemagne en automne réinventé au féminin. Françoise jouée par Sabrina Seyvecou est réalisatrice. Elle veut dormir. Anna interprétée par Mathilde Bisson est actrice. Elle veut découvrir le film de Fassbinder avec son amie « maîtresse autoritaire[n 2], très bonne, gentille et juste » et éveiller son désir[18] alors que se fait entendre le 4e moment musical Opus 94 Deutsch 780 en ut dièse mineur de Franz Schubert.
- 2016 : Un jour de blues chez Elena[19],[20] : Saurédamor exprime, dans la solitude d'un silence assourdissant, la mélancolie d'une lettre d'amour de Beethoven, l'adagio en ut dièse mineur. Cela s’entend par à-coup comme un pachyderme doré dans le magasin d’un fusil d’assaut, hommage à Gus Van Sant, mis en perspective par rapport à Alan Clarke. De l’autre côté du miroir de la boucle temporelle Un jour avec, un jour sans de Hong Sang-soo, Ching-Lo ne peut rien avouer de sa lettre intime pour Saurédamor qui s’échappe du confinement. Bredouille, Ugo tente un plan rapproché avec Elena. Les quatre acteurs gardent leurs prénoms comme dans Elephant.

### Collaboration artistique
En 2006, une compilation contenant huit films de Jean Paul Civeyrac (éditée chez Blaq Out) a été conçue par l'artiste visuel Grégory Chatonsky qui a aussi créé pour l'occasion le programme génératif Interstices basé sur des fragments de l'œuvre de Civeyrac et ses informations de réalisation.

### Écrivain
Outre le cinéma, il écrit sur la peinture (Matisse, Schlummernde Frau de Johann Baptist Reiter) et les nymphes dans la revue de littérature érotique Edwarda : ces textes et autres nouvelles sont publiés dans son premier ouvrage Écrit entre les jours,.
Son second ouvrage Rose pourquoi, est une réflexion sur l'émotion suscitée par une scène du film Liliom de Frank Borzage avec Rose Hobart dans le rôle de Julie.

## Filmographie

### Longs métrages
- 1997 : Ni d'Ève ni d'Adam
- 2000 : Les Solitaires
- 2002 : Fantômes
- 2002 : Le Doux Amour des hommes
- 2003 : Toutes ces belles promesses
- 2005 : À travers la forêt
- 2010 : Des filles en noir
- 2014 : Mon amie Victoria
- 2018 : Mes provinciales
- 2022 : Une femme de notre temps

### Courts métrages
- 1991 : La Vie selon Luc, à La Fémis[29]
- 2004 : Tristesse beau visage
- 2006 : Mon prince charmant
- 2006 : Ma belle rebelle[30]
- 2008 : Malika s'est envolée[31]
- 2011 : Louise, le dimanche[32]
- 2011 : Une heure avec Alice[15]
- 2012 : Fairy Queen
- 2012 : Françoise au printemps[16]
- 2016 : Wakil ne reviendra plus
- 2016 : Un jour de blues chez Elena[20]

## Publications
- Écrit entre les jours : cinéma, musique, fiction, Saint-Vincent-de-Mercuze, De l'incidence, 13 septembre 2014, 220 p. (ISBN 978-2-918193-25-8)
- Rose pourquoi, Paris, P.O.L, novembre 2017, 128 p. (ISBN 978-2-8180-4306-6)

## Distinctions
- 2001 : grand prix du festival du film de Belfort - Entrevues pour Fantômes[33]
- 2003 : prix Jean-Vigo pour Toutes ces belles promesses[3]